# Thierry Cléda
Pas d'image ? Cliquez ici

a Compétitions nationales et continentales officielles uniquement.

b Matchs officiels uniquement.
Thierry Cléda, né le 12 janvier 1971 à Soissons (Aisne), est un joueur international français de rugby à XV, évoluant au poste de deuxième ligne.
Il a notamment évolué avec la Section paloise, club avec lequel il a remporté le Challenge européen en 2000 et disputé plusieurs phases finales du championnat de France. Sélectionné à neuf reprises en  entre 1998 et 1999, il a participé au Grand Chelem du Tournoi des Cinq Nations 1998.

## Biographie

### Jeunesse et formation
Thierry Cléda débute le rugby à Soissons. En 1989, il évolue en Division Honneur avec son club formateur,.

### Carrière en club
Sous les couleurs de la Section paloise, il s’impose comme un joueur clé du pack d’avants et devient l’un des cadres de l’équipe pendant dix saisons. Son passage à Pau est marqué par plusieurs moments forts, dont la victoire en Challenge Yves du Manoir en 1997, une demi-finale de Coupe d’Europe (connue sous le nom de H-Cup à cette époque) en 1998 perdue face à Bath, ainsi qu’une demi-finale du championnat de France en 2000 face à l'US Colomiers, un match intense qui se décide en prolongations,. En 2000, il remporte également le Challenge européen avec la Section paloise, confirmant ainsi son impact au sein du club.
Après son passage en Béarn, Cléda rejoint l’Aviron bayonnais en 2003, où il évolue pendant trois saisons avant de poursuivre brièvement sa carrière à l’Anglet Olympique Rugby Club en 2006, puis en tant que joker médical au Racing Métro 92,. Il met un terme sa à carrière en fin de saison.

### Carrière internationale
Thierry Cléda connaît sa première sélection en équipe de France le 7 février 1998 contre l’Angleterre, et dispute le Tournoi des Cinq Nations. Le 4 avril 1998, il fait partie de la sélection qui réalise une performance historique en écrasant le Pays de Galles 51-0 à Wembley lors du Tournoi des Cinq Nations. Cette victoire éclatante, marquée par sept essais et une domination totale, permet aux Bleus de Jean-Claude Skrela et Pierre Villepreux de décrocher un deuxième Grand Chelem consécutif en 1998. Il dispute en tout neuf matchs sous le maillot tricolore, et son dernier test match fut contre l'équipe d'Écosse, le 10 avril 1999.
Thierry Cléda joue également avec les Barbarians français. Le 6 novembre 1996, il affronte avec les Barbarians français le Cambridge University RUFC en Angleterre. Les Baa-Baas s'imposent 76 à 41.
En juin 1999, il participe à la tournée des Barbarians français en Argentine. Il est titulaire contre le Buenos Aires Rugby Club à San Isidro. Les Baa-Baas s'imposent 52 à 17.

### Après-carrière
À l’issue de sa carrière de joueur, Thierry Cléda intègre l’encadrement de la Section Paloise en 2007 en tant que directeur sportif délégué et responsable des contrats commerciaux. Il devient ensuite directeur sportif au début de la saison 2008-2009, en support du président Bernard Pontneau,.
Lors de la saison 2010-2011 de Pro D2, la Section termine à la 9ᵉ place, en deçà de ses ambitions initiales après une demi-finale en 2010. Un manque de constance a freiné le club sectionniste pyrénéen dans sa quête de retour dans l’élite. Cette contre-performance entraîne le départ Thierry Cléda, qui est limogé,.
En 2011, il prend la direction générale du club de Club athlétique Lormont Hauts de Garonne en Fédérale 1,.
Parallèlement, il travaille dans le secteur privé et devient responsable partenariats en Nouvelle-Aquitaine pour le Groupe Édouard Denis Promotion.

## Palmarès

### En club

#### Avec le Biarritz olympique
- Championnat de France de première division :
  - Vice-champion (1) : 1992

#### Avec la Section paloise
- Challenge Yves du Manoir :
  - Vainqueur (1) : 1997
  - Finaliste (1) : 1996
- Bouclier européen :
  - Vainqueur (1) : 2000

### En équipe nationale
- Sélections en équipe nationale : 9
- Sélections par année : 7 en 1998, 2 en 1999
- Tournois des Cinq Nations disputés : 1998, 1999
- Grand Chelem en 1998

## Statistiques

### Tournoi des Cinq Nations
| Édition           | Rang | Résultats France | Résultats Cléda | Matchs Cléda |
| ----------------- | ---- | ---------------- | --------------- | ------------ |
| Cinq Nations 1998 | 1    | 4 v, 0 n, 0 d    | 4 v, 0 n, 0 d   | 4/4          |
| Cinq Nations 1999 | 5    | 1 v, 0 n, 3 d    | 1 v, 0 n, 1 d   | 2/4          |

Légende : v = victoire ; n = match nul ; d = défaite ; la ligne est en gras quand il y a Grand Chelem.